# Hallo Spaceboy
«Hallo Spaceboy» es una canción del músico británico David Bowie para su álbum de 1995, Outside. La canción fue regrabada en 1996 y publicada como sencillo junto con Pet Shop Boys como artista invitado.

## Antecedentes
Escrita a principios de 1995, los biógrafos de Bowie, Nicholas Pegg y Chris O'Leary señalan la influencia del trabajo de Brion Gysin en la canción, quien supuestamente pronunció las palabras “Moon dust will cover me” justo antes de su muerte en 1986. El compañero de grabación Reeves Gabrels recordó haber escrito un fragmento de canción llamado «Moondust» a mediados de 1994, que cree que también pudo haber influido en la canción. Bowie escribió y grabó la canción en sesiones en su mayoría improvisadas con su banda en 1995, y la escribió intencionalmente con una vibra similar a la de Nine Inch Nails. Los primeros trabajos en la canción se realizaron junto con Brian Eno, Carlos Alomar y el baterista Joey Barron. Después de terminar la canción, Bowie dijo: “Adoro esa canción. En mi mente, era como si Jim Morrison conocía el industrial. Cuando la escuché, pensé: «Al carajo. Es como si The Doors hiciera metal» Es un sonido extraordinario”.

## Lanzamiento y recepción
A mediados de 1995, Bowie tenía la intención de que «Hallo Spaceboy» fuera su próximo sencillo después de «Strangers When We Meet», y grabó un video de la canción en un concierto en Birmingham. La canción «Hallo Spaceboy» se interpretó dos veces en el lugar, una como parte del repertorio regular y otra como el último encore, siendo esta última interpretación, destinada a ser el video musical oficial de la canción. Las canciones «Moonage Daydream» y «Under Pressure», grandad el mismo día, fueron usadas como el lado B en el lanzamiento de sencillo en CD. Sin embargo, se les pidió a Pet Shop Boys que hicieran un remix de la canción, y su remix se usó como la versión oficial del sencillo. Neil Tennant explicó que dado que la canción original tenía solo un verso, Chris Lowe sugirió usar fragmentos líricos de la canción de Bowie de 1969, «Space Oddity» para crear un segundo verso. Bowie inicialmente expresó dudas sobre las adiciones cuando Tennant se lo dijo inicialmente durante una conversación telefónica, pero luego estuvo de acuerdo en que funcionaban bien.
Tennant le dijo a NME en una entrevista de 1997 que él y Lowe, trabajando junto a Bowie, habían completado lo que Tennant llamó la “trilogía de Mayor Tom”, en referencia a un personaje ficticio que apareció por primera vez en «Space Oddity» y que luego volvió a aparecer en la canción de Bowie de 1980 «Ashes to Ashes». Tennant explicó: “Le dije a David Bowie: «Es como si Mayor Tom estuviera en una de esas naves espaciales rusas que no pueden darse el lujo de bajar», y él [Bowie] dijo: «Oh, wow, ¿es ahí donde está?»”.

## Interpretaciones en vivo
A finales de 1995, Bowie interpretó la canción junto con Nine Inch Nails durante la gira de Outsider. El 13 de diciembre de 1995, Bowie interpretó la canción dos veces en un concierto en Birmingham, las cuales aparecen en el álbum en vivo No Trendy Réchauffé (Live Birmingham 95) (2020). Bowie interpretó la canción en vivo en Later... with Jools Holland de la BBC. En febrero de 1996, Bowie interpretó la canción junto con Pet Shop Boys en la XVI entrega de los Brit Awards. Una versión grabada durante la gira de Earthling el 20 de julio de 1997 fue publicada en Look at the Moon! (Live Phoenix Festival 97) en 2021, y otra versión grabada el 2 de noviembre de 1997 apareció en el álbum en vivo LiveAndWell.com en 2000. Pet Shop Boys interpretaron su versión de la canción junto con Sylvia Mason-James y fue publicada en el DVD Somewhere – Live at the Savoy (1997). La interpretación de Bowie en el Festival de Glastonbury el 25 de junio de 2000 fue publicado en 2018 en Glastonbury 2000. Una interpretación grabada durante la gira de A Reality Tour es incluida en el DVD A Reality Tour, publicado en 2004, así como también en el álbum del mismo nombre, publicado en 2010.

## Lista de canciones
Todas las canciones en vivo fueron grabadas el 13 de diciembre de 1995 en Birmingham, Inglaterra durante la gira de Outside.

### CD: RCA 74321 35384 7
1. «Hallo Spaceboy» – 4:29
2. «Under Pressure» (live) – 4:07
3. «Moonage Daydream» (live) – 5:25
4. «The Hearts Filthy Lesson» – 3:33

### UK 7" versión
1. «Hallo Spaceboy» – 4:29
2. «The Hearts Filthy Lesson» – 3:33

## Créditos
Créditos adaptados desde the Bowie Bible.

### Outsideversión
- David Bowie – voz principal y coros, saxofón
- Brian Eno – sintetizador, caja de ritmos
- Reeves Gabrels – guitarra líder
- Carlos Alomar – guitarra rítmica
- Erdal Kızılçay – bajo eléctrico
- Mike Garson – piano
- Sterling Campbell – batería

### Pet Shop Boys versión
- David Bowie – voz principal y coros
- Neil Tennant – voz principal y coros
- Chris Lowe – sintetizador, programación

## Posicionamiento
| Gráfica (1996)                      | Pico de posición |
| ----------------------------------- | ---------------- |
| Australia (ARIA Charts)             | 36               |
| Austria (Ö3 Austria Top 40)         | 37               |
| Bélgica (Flandes) (Ultratop 50)     | 48               |
| Bélgica (Valonia) (Ultratop 50)     | 30               |
| Finlandia (Suomen virallinen lista) | 8                |
| Alemania (Official German Charts)   | 59               |
| Irlanda (IRMA)                      | 21               |
| Israel (IBA)                        | 1                |
| Países Bajos (Nederlandse Top 40)   | 24               |
| Países Bajos (Single Top 100)       | 33               |
| Escocia (Scottish Singles Chart)    | 10               |
| Suecia (Sverigetopplistan)          | 12               |
| Reino Unido (UK Singles Chart)      | 12               |

## Otras versiones
- En el año 2000 la banda de metal extremo Behemoth incluye un cover del tema en la versión extendida de su quinto álbum, Thelema.6.
- La banda española de rock gótico Balsa de Piedra graba una versión en 2022 que es lanzada como sencillo.